# Palazzo Falier (San Marco)

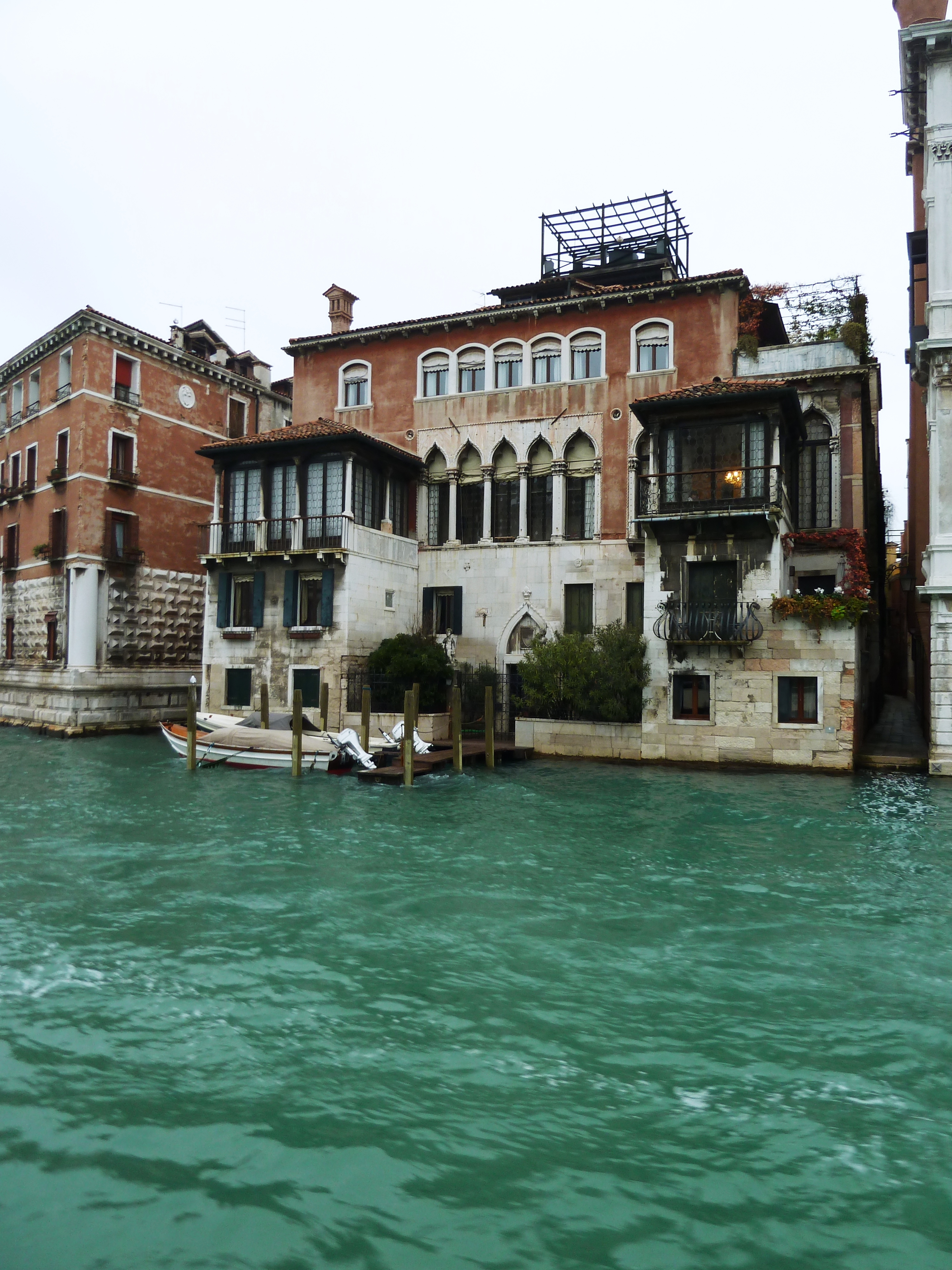
Fassade des Palazzo Falier Canossa

Palazzo Falier, auch Palazzo Falier Canossa, ist ein Palast in Venedig in der italienischen Region Venetien. Er liegt im Sestiere San Marco mit Blick auf den Canal Grande zwischen der Ca’ del Duca und dem Palazzo Giustinian Lolin.

## Geschichte
Das Gebäude wurde im Auftrag der Familie Falier errichtet, der der Palast bis zu ihrem Aussterben im 20. Jahrhundert gehörte. In der Folge wurde er verkauft, zunächst an die Veroneser Familie Canossa und dann in den letzten Jahren an die heutigen Besitzer. Mehrmals wurde der Palast für Nebenveranstaltungen der Biennale der Öffentlichkeit partiell zugänglich gemacht.

## Beschreibung
Der Palast hat eine etwas zurückgesetzte Fassade, die ein wirklich ungewöhnliches Aussehen zeigt, die der Tradition der Dreiteilung widerspricht, die typisch für viele venezianische Paläste ist. Sie hat nämlich zwei charakteristische Vorbauten, die das große Fünffachfenster in der Mitte flankieren. Man dachte sehr lange, dass es sich um spätere Ergänzungen handeln würde, die an das Gebäude bei den Restaurierungen des 19. Jahrhunderts angefügt worden seien, aber heute kann man bestätigen, dass sie schon im 15. Jahrhundert entstanden sind. Das Gebäude wurde im 19. Jahrhundert durch Einziehen eines Mezzaningeschosses unter dem Dach um ein Stockwerk erhöht.
Von besonderem Wert ist die Innenausstattung, zu dessen prestigeträchtiger Einrichtung der Speisesaal mit vergoldeten Spiegeln und Stuckarbeiten gehört.